# Phyllachora bogotensis
Phyllachora bogotensis är en svampart som beskrevs av Petr. 1947. Phyllachora bogotensis ingår i släktet Phyllachora och familjen Phyllachoraceae.   Inga underarter finns listade i Catalogue of Life.